# Long Way Home
「Long Way Home」（ロング・ウェイ・ホーム）は、日本の女性歌手グループ、SPEEDの11枚目のシングル。1999年11月3日にTOY'S FACTORYよりリリースされた。

## 解説
- この曲の振り付けを行ったのは新垣仁絵である。（島袋のラジオより）
- この作品でSPEEDのシングル総売り上げ枚数が1000万枚を突破した。（オリコン調べ）。
- 本作は累計61.3万枚を売り上げた（オリコン調べ）。
- 解散発表直後のラストシングルとなったが、嵐のデビュー曲「A・RA・SHI」に阻まれ初登場2位。同年発売したシングルは全て60万枚超えのヒットであったが、宇多田ヒカルやGLAYに阻まれ首位を逃した。
- 1999年11月発売であったため、2000年と跨ってランクインした。

## 収録曲
1. Long Way Home
  - 作詞・作曲:伊秩弘将 / 編曲:水島康貴
2. 泣いてもいいよ
  - 作詞・作曲:伊秩弘将 / 編曲:水島康貴

どのアルバムにも収録されておらず、このシングルでしか聴くことが出来ない。
3. Confusion
音楽番組でも披露され1999年12月10日放送のFUNにて解散・前編として流れた。
  - 作詞・作曲:伊秩弘将 / 編曲:水島康貴
4. Long Way Home(Instrumental)
5. Confusion(Instrumental)

## 収録アルバム
- Carry On my way (#1,3、#1はAlbum Edit)
- SPEED THE MEMORIAL BEST 1335days Dear Friends 2 (#1)
- SPEEDLAND -The Premium Best Re Tracks- (#1, Re Track)